# Асаяма Итидэн-рю
Асаяма Итидэн-рю (яп. 浅山一伝流) — древнее японское боевое искусство (корю), основанное в 1566 году Асаямой Мицугоро Итидэнсаем (яп. 浅山一伝斎重晨) во времена периода Муромати.
Асаяма Итидэн-рю, в основном, фокусируется на техниках кэндзюцу и дзюдзюцу, но включает так же и обучение методам иайдзюцу, камадзюцу и бодзюцу.

## История
Точной информации об истории возникновения школы Асаяма Итидэн-рю не имеется. Существует несколько предположений о том, кто стоял у истоков её создания.
Прнято считать, что школу Асаяма Итидэн-рю в 1566 году основал Асаяма Мицугоро Итидэнсай, третий сын военного эксперта (англ. gunshi) Асаямы Гэнбан Минамото но Ёситада Итиёсая (Asayama Genban Minamoto no Yoshitada Ichiyosai). Асаяма-старший находился на службе у Акаи Аку Уэмона Кагэто, местного правителя областей Хиками (англ. Hikami) и Амада (англ. Amada). Согласно легенде, в двенадцать лет Итидэнсай увидел во сне видение Фудо-мёо, результатом чего стало его чудесное просветление и последующее возникновение и развитие школы Асаяма Итидэн-рю.
Другая версия гласит о том, что у истоков создания данного стиля стоит Марумэ Мондоносё Норикити (яп. 丸目主水正則吉), обучавший Кунииэ Яуэмона (яп. 国家弥右衛門), который впоследствии передал знания Асаяме Итидэнсаю Сигэтацу.
По иному предположению Асаяма обучался у разных учителей, среди которых были Камиидзуми Хидэцуна, Окуяма Таданоба (яп. 奥山左衛門大夫忠信) и Накамура Сэндзюро (яп. 中村泉十郎).
Асаяма Итидэнсай умер 5 января 1687 года, передав свои знания многим последователям по всей Японии. Позже, в эру Мэйдзи, знания школы Асаяма Итидэн-рю перешли к дому Танаки Тамацу, главного духовного наставника правителя области Айдзу. Танака стал главою (сокё) школы в двенадцатом поколении, а позже передал мэнкё кайдэн Окуре Хисадзиро Наоюки (Okura Hisajiro Naoyuki), имевшему додзё в Коисикаве, Токио. У Окуры было два старших ученика: Адати Юсио и Наганума Цунэюки, женившийся на дочери сэнсэя и, в результате, перенявший руководство над школой. В дальнейшем Асаяма Итидэн-рю перешло ко второму сыну Наганумы по имени Ёсиюки (Yoshiyuki), а от него к Уэно Такаси (Ueno Takashi).
История передачи искусства Асаяма Итидэн-рю от Уэно Такси весьма противоречива, так как у мастера было много учеников. Существует несколько версий о том, кто был назначен его преемником. Одна из них относится к стилю Нагано-рю (англ. 長野流総合武術), являющемся ответвлением от школы Юмио Накамуро (яп. 弓雄 中村), который обучался у мастера Окуры Хисадзиро в додзё в Коисикаве. По другой версии, 17-м наследником традиций школы Асаяма Итидэн-рю в XX веке стал Сато Кинбэй (яп. 佐藤金兵, 1926 — 1999), получивший передачу от Уэно Такаси в декабре 1955 года.

### Современность
На сегодняшний день традиции Асаяма Итидэн-рю всё ещё передаются в некоторых школах боевых искусств.
Дюк Мид, ученик Сато Кинбэя, обучает техникам этого стиля в своём додзё в Коламбусе, США.
Организация Гэнбукан в лице её организатора Сёто Танэмуры (англ. Shoto Tanemura) и его учеников включает в свою программу техники школы Асаяма Итидэн-рю, уделяя особое внимание её болевым приёмам. По некоторым данным Танэмура Сёто в 1990 году получил право называться 18-м сокё школы Асаяма Итидэн-рю, получив лицензию от Сато Кинбэя, и является главой школы в настоящее время.
Накасима Ацуми (Nakashima Atsumi), один из обладателей мэнкё кайдэн школы Асаяма Итидэн-рю, активно преподаёт методы древнего боевого искусства в своём додзё в Риме, Италия.

## Структура
Обучение методам школы Асаяма Итидэн-рю изначально разделялось на три основные области:
- Тэн но маки (яп. 天の巻, «Свиток Небес») — обучение техникам кэндзюцу;
- Дзин но маки (яп. 人の巻, «Свиток Человека») — обучение техникам бодзюцу;
- Ти но маки (яп. 地の巻, «Свиток Земли») — обучение техникам дзюдзюцу.

Во время своего пребывания в качестве сокё школы Асаяма Итидэн-рю, Уэно Такаси постарался сделать процесс передачи искусства как можно проще. Он дополнил иллюстрациями письменные передачи (дэнсё), в которых изобразил различные ката школы. Однако, в рамках этой линии передач техники были ограничены лишь Ти но маки, Хисиги-дэн (буквально — «дробленая передача») и кудэн («устная передача»), так как это было единственным, что передал Наганума сэнсей своему сыну. В традиционную версию Ти но маки стиля Асаяма Итидэн-рю входят следующие элементы:
- Гэдан но курай (яп. 下段之位);
- Тюдан но курай (яп. 中段之位);
- Дзёдан но курай (яп. 上段之位);
- Окудэн но курай (яп. 奥伝之位);
- Сио но курай (яп. 至奥之位);
- Идори но курай (яп. 居取之位).

Разделы тэходоки (освобождения от захватов):
- Тэходоки сёдэн  (яп. 手解初伝);
- Тэходоки окудэн (яп. 手解奥伝).

Многие современные школы-последователи Асаяма Итидэн-рю разделили искусство на различные уровни. Так, например, в Гэнбукан додзё присутствуют передачи первого (сёдан) и среднего (тюдан) уровней , скрытые передачи (окудэн), устные передачи (кудэн) и так далее.